# Phong Tho
Phong Tho (på vietnamesiska Phong Thổ) är en ort i nordvästra Vietnam och är belägen i provinsen Lai Chau. Folkmängden i centralorten uppgick till 4 091 invånare vid folkräkningen 2009.